# Élections législatives de 2017 en Saône-et-Loire
Les élections législatives françaises de 2017 se déroulent les 11 et 18 juin 2017. Dans le département de Saône-et-Loire, cinq députés sont à élire dans le cadre de cinq circonscriptions.

## Élus
| Circonscription                                 | Député sortant    | Parti  | Parti  | Député élu ou réélu | Parti | Parti |
| ----------------------------------------------- | ----------------- | ------ | ------ | ------------------- | ----- | ----- |
| 1re                                             | Thomas Thévenoud* |        | DVG    | Benjamin Dirx       |       | LREM  |
| 2e                                              | Édith Gueugneau*  |        | DVG    | Josiane Corneloup   |       | LR    |
| 3e                                              | Philippe Baumel   |        | PS     | Rémy Rebeyrotte     |       | LREM  |
| 4e                                              | Cécile Untermaier |        | PS     | Cécile Untermaier   |       | PS    |
| 5e                                              | vacant            | vacant | vacant | Raphaël Gauvain     |       | LREM  |
| * député sortant ne se représentant pas en 2017 |                   |        |        |                     |       |       |

## Rappel des résultats départementaux des élections de 2012
| Parti          | Parti                              | Premier tour | Premier tour | Second tour | Second tour | Sièges |  |
| Parti          | Parti                              | Voix         | %            | Voix        | %           | Sièges |  |
| -------------- | ---------------------------------- | ------------ | ------------ | ----------- | ----------- | ------ |  |
|                | Parti socialiste                   | 74 414       | 31,20        | 98 679      | 43,08       | 4      |  |
|                | Divers gauche dont MRC             | 17 740       | 7,44         | 25 124      | 10,97       | 1      |  |
|                | Europe Écologie Les Verts          | 12 792       | 5,36         |             |             | 0      |  |
|                | Majorité présidentielle            | 104 946      | 44,01        | 123 803     | 54,05       | 5      |  |
|                |                                    |              |              |             |             |        |  |
|                | Union pour un mouvement populaire  | 58 619       | 24,58        | 86 393      | 37,72       | 0      |  |
|                | Divers droite dont DLR, PCD        | 12 158       | 5,10         |             |             | 0      |  |
|                | Parti radical                      | 11 768       | 4,93         | 18 857      | 8,23        | 0      |  |
|                | Alliance centriste                 | 1 765        | 0,74         |             |             | 0      |  |
|                | Droite parlementaire               | 84 310       | 35,35        | 105 250     | 45,95       | 0      |  |
|                |                                    |              |              |             |             |        |  |
|                | Front national                     | 34 753       | 14,57        |             |             | 0      |  |
|                | Front de gauche                    | 10 697       | 4,49         | 0           |             |        |  |
|                | Extrême gauche dont LO, NPA et POI | 2 187        | 0,92         | 0           |             |        |  |
|                | Divers écologiste dont AÉI         | 590          | 0,25         | 0           |             |        |  |
|                | Mouvement démocrate                | 994          | 0,42         | 0           |             |        |  |
|                |                                    |              |              |             |             |        |  |
| Inscrits       | Inscrits                           | 409 741      | 100,00       | 409 704     | 100,00      | 5      |  |
| Abstentions    | Abstentions                        | 167 222      | 40,81        | 172 100     | 42,01       |        |  |
| Votants        | Votants                            | 242 519      | 59,19        | 237 604     | 57,99       |        |  |
| Blancs et nuls | Blancs et nuls                     | 4 042        | 1,67         | 8 551       | 3,6         |        |  |
| Exprimés       | Exprimés                           | 238 477      | 98,33        | 229 053     | 96,4        |        |  |

## Résultats

### Résultats à l'échelle du département
|                                                    |                           |                           |                           |                          |                          |
|                                                    |                           | Premier tour 11 juin 2017 | Premier tour 11 juin 2017 | Second tour 18 juin 2017 | Second tour 18 juin 2017 |
|                                                    |                           |                           |                           |                          |                          |
|                                                    |                           | Nombre                    | % des inscrits            | Nombre                   | % des inscrits           |
| Inscrits                                           | Inscrits                  | 406 286                   | 100,00                    | 406 284                  | 100,00                   |
| Abstentions                                        | Abstentions               | 205 372                   | 50,55                     | 233 405                  | 57,45                    |
| Votants                                            | Votants                   | 200 914                   | 49,45                     | 172 879                  | 42,55                    |
|                                                    |                           |                           | % des votants             |                          | % des votants            |
| Bulletins blancs                                   | Bulletins blancs          | 3 330                     | 1,66                      | 14 384                   | 8,32                     |
| Bulletins nuls                                     | Bulletins nuls            | 1 488                     | 0,74                      | 6 514                    | 3,77                     |
| Suffrages exprimés                                 | Suffrages exprimés        | 196 096                   | 97,60                     | 151 981                  | 87,91                    |
|                                                    |                           |                           |                           |                          |                          |
| Étiquette politique                                | Étiquette politique       | Voix                      | % des exprimés            | Voix                     | % des exprimés           |
|                                                    |                           |                           |                           |                          |                          |
|                                                    | La République en marche   | 61 111                    | 31,16                     | 79 568                   | 52,35                    |
|                                                    | Les Républicains          | 38 770                    | 19,77                     | 55 886                   | 36,77                    |
|                                                    | Front national            | 25 995                    | 13,26                     |                          |                          |
|                                                    | Parti socialiste          | 22 375                    | 11,41                     | 16 527                   | 10,87                    |
|                                                    | La France insoumise       | 15 255                    | 7,78                      |                          |                          |
|                                                    | Divers droite             | 8 213                     | 4,19                      |                          |                          |
|                                                    | Parti communiste français | 6 717                     | 3,43                      |                          |                          |
|                                                    | Écologiste                | 6 641                     | 3,39                      |                          |                          |
|                                                    | Parti radical de gauche   | 3 813                     | 1,94                      |                          |                          |
|                                                    | Debout la France          | 3 721                     | 1,90                      |                          |                          |
|                                                    | Extrême gauche            | 1 516                     | 0,77                      |                          |                          |
|                                                    | Divers                    | 1 226                     | 0,63                      |                          |                          |
|                                                    | Extrême droite            | 728                       | 0,37                      |                          |                          |
|                                                    | Divers gauche             | 15                        | 0,01                      |                          |                          |
| Source : Ministère de l'Intérieur - Saône-et-Loire |                           |                           |                           |                          |                          |

### Résultats par circonscription

#### Première circonscription
Député sortant : Thomas Thévenoud (Divers gauche).
|                                                                                |                                                                               |                           |                           |                          |                          |
|                                                                                |                                                                               | Premier tour 11 juin 2017 | Premier tour 11 juin 2017 | Second tour 18 juin 2017 | Second tour 18 juin 2017 |
|                                                                                |                                                                               |                           |                           |                          |                          |
|                                                                                |                                                                               | Nombre                    | % des inscrits            | Nombre                   | % des inscrits           |
| Inscrits                                                                       | Inscrits                                                                      | 72 894                    | 100,00                    | 72 893                   | 100,00                   |
| Abstentions                                                                    | Abstentions                                                                   | 36 615                    | 50,23                     | 41 335                   | 56,71                    |
| Votants                                                                        | Votants                                                                       | 36 279                    | 49,77                     | 31 558                   | 43,29                    |
|                                                                                |                                                                               |                           | % des votants             |                          | % des votants            |
| Bulletins blancs                                                               | Bulletins blancs                                                              | 440                       | 1,21                      | 2 452                    | 7,77                     |
| Bulletins nuls                                                                 | Bulletins nuls                                                                | 189                       | 0,52                      | 797                      | 2,53                     |
| Suffrages exprimés                                                             | Suffrages exprimés                                                            | 35 650                    | 98,27                     | 28 309                   | 89,70                    |
|                                                                                |                                                                               |                           |                           |                          |                          |
| Candidat Étiquette politique (partis et alliances)                             | Candidat Étiquette politique (partis et alliances)                            | Voix                      | % des exprimés            | Voix                     | % des exprimés           |
|                                                                                |                                                                               |                           |                           |                          |                          |
|                                                                                | Benjamin Dirx La République en marche                                         | 13 499                    | 37,87                     | 16 219                   | 57,29                    |
|                                                                                | Jean-Patrick Courtois Les Républicains (Union des démocrates et indépendants) | 7 898                     | 22,15                     | 12 090                   | 42,71                    |
|                                                                                | Nicole Caboche Front national                                                 | 3 480                     | 9,76                      |                          |                          |
|                                                                                | Patricia Baci La France insoumise                                             | 3 418                     | 9,59                      |                          |                          |
|                                                                                | Catherine N'diaye Parti socialiste                                            | 2 022                     | 5,67                      |                          |                          |
|                                                                                | Claire Mallard Europe Écologie Les Verts                                      | 1 458                     | 4,09                      |                          |                          |
|                                                                                | Gérard Voisin Divers droite (Les Républicains diss.)                          | 1 271                     | 3,57                      |                          |                          |
|                                                                                | Armand Roy Debout la France                                                   | 816                       | 2,29                      |                          |                          |
|                                                                                | Céline Vinauger Parti communiste français                                     | 680                       | 1,91                      |                          |                          |
|                                                                                | Jean Lapalus Écologiste (Alliance écologiste indépendante)                    | 433                       | 1,21                      |                          |                          |
|                                                                                | Corinne Mossire-Langlassé Extrême droite (Souveraineté, identité et libertés) | 207                       | 0,58                      |                          |                          |
|                                                                                | Carole Bosy Divers (Union populaire républicaine)                             | 168                       | 0,47                      |                          |                          |
|                                                                                | Khoudir-Dawid El Habchi Divers droite (La France qui ose)                     | 163                       | 0,46                      |                          |                          |
|                                                                                | Odile Koller Lutte ouvrière                                                   | 137                       | 0,38                      |                          |                          |
| Source : Ministère de l'Intérieur - Première circonscription de Saône-et-Loire |                                                                               |                           |                           |                          |                          |

#### Deuxième circonscription
Députée sortante : Édith Gueugneau (Divers gauche).
|                                                                                |                                                                           |                           |                           |                          |                          |
|                                                                                |                                                                           | Premier tour 11 juin 2017 | Premier tour 11 juin 2017 | Second tour 18 juin 2017 | Second tour 18 juin 2017 |
|                                                                                |                                                                           |                           |                           |                          |                          |
|                                                                                |                                                                           | Nombre                    | % des inscrits            | Nombre                   | % des inscrits           |
| Inscrits                                                                       | Inscrits                                                                  | 78 345                    | 100,00                    | 78 344                   | 100,00                   |
| Abstentions                                                                    | Abstentions                                                               | 38 278                    | 48,86                     | 42 991                   | 54,87                    |
| Votants                                                                        | Votants                                                                   | 40 067                    | 51,14                     | 35 353                   | 45,13                    |
|                                                                                |                                                                           |                           | % des votants             |                          | % des votants            |
| Bulletins blancs                                                               | Bulletins blancs                                                          | 763                       | 1,90                      | 2 560                    | 7,24                     |
| Bulletins nuls                                                                 | Bulletins nuls                                                            | 311                       | 0,78                      | 1 203                    | 3,40                     |
| Suffrages exprimés                                                             | Suffrages exprimés                                                        | 38 993                    | 97,32                     | 31 590                   | 89,36                    |
|                                                                                |                                                                           |                           |                           |                          |                          |
| Candidat Étiquette politique (partis et alliances)                             | Candidat Étiquette politique (partis et alliances)                        | Voix                      | % des exprimés            | Voix                     | % des exprimés           |
|                                                                                |                                                                           |                           |                           |                          |                          |
|                                                                                | Vincent Chauvet La République en marche (MoDem)                           | 12 225                    | 31,35                     | 15 466                   | 48,96                    |
|                                                                                | Josiane Corneloup Les Républicains (Union des démocrates et indépendants) | 9 376                     | 24,05                     | 16 124                   | 51,04                    |
|                                                                                | Antoine Chudzik Front national                                            | 4 696                     | 12,04                     |                          |                          |
|                                                                                | Philippe Bonnot Parti communiste français (La France insoumise)           | 3 886                     | 9,97                      |                          |                          |
|                                                                                | Dominique Lotte Parti radical de gauche (Parti socialiste)                | 3 813                     | 9,78                      |                          |                          |
|                                                                                | Philippe Guyot de Caila Divers droite                                     | 1 533                     | 3,93                      |                          |                          |
|                                                                                | Dominique Cornet Europe Écologie Les Verts                                | 1 231                     | 3,16                      |                          |                          |
|                                                                                | Éric Nevers Debout la France                                              | 890                       | 2,28                      |                          |                          |
|                                                                                | Laurène Destremau Divers droite (Parti chrétien-démocrate)                | 474                       | 1,22                      |                          |                          |
|                                                                                | Pascal Dussauge Lutte ouvrière                                            | 415                       | 1,06                      |                          |                          |
|                                                                                | Léo Trontin Divers (Union populaire républicaine)                         | 223                       | 0,57                      |                          |                          |
|                                                                                | Ouanessa Boudra Extrême droite (Souveraineté, identité et libertés)       | 216                       | 0,55                      |                          |                          |
|                                                                                | Philomène Baccot Divers gauche                                            | 15                        | 0,04                      |                          |                          |
| Source : Ministère de l'Intérieur - Deuxième circonscription de Saône-et-Loire |                                                                           |                           |                           |                          |                          |

#### Troisième circonscription
Député sortant : Philippe Baumel (Parti socialiste).
|                                                                                 | |                           |                           |                          |                          |
|                                                                                 | | Premier tour 11 juin 2017 | Premier tour 11 juin 2017 | Second tour 18 juin 2017 | Second tour 18 juin 2017 |
|                                                                                 | |                           |                           |                          |                          |
|                                                                                 | | Nombre                    | % des inscrits            | Nombre                   | % des inscrits           |
| Inscrits                                                                        | Inscrits                                                                                                   | 82 728                    | 100,00                    | 82 724                   | 100,00                   |
| Abstentions                                                                     | Abstentions                                                                                                | 40 969                    | 49,52                     | 46 970                   | 56,78                    |
| Votants                                                                         | Votants | 41 759                    | 50,48                     | 35 754                   | 43,22                    |
|                                                                                 | |                           | % des votants             |                          | % des votants            |
| Bulletins blancs                                                                | Bulletins blancs                                                                                           | 793                       | 1,90                      | 3 422                    | 9,57                     |
| Bulletins nuls                                                                  | Bulletins nuls                                                                                             | 390                       | 0,93                      | 1 679                    | 4,70                     |
| Suffrages exprimés                                                              | Suffrages exprimés                                                                                         | 40 576                    | 97,17                     | 30 653                   | 85,73                    |
|                                                                                 | |                           |                           |                          |                          |
| Candidat Étiquette politique (partis et alliances)                              | Candidat Étiquette politique (partis et alliances)                                                         | Voix                      | % des exprimés            | Voix                     | % des exprimés           |
|                                                                                 | |                           |                           |                          |                          |
|                                                                                 | Rémy Rebeyrotte La République en marche                                                                    | 13 400                    | 33,02                     | 16 993                   | 55,44                    |
|                                                                                 | Charles Landre Les Républicains (Les Républicains diss.)                                                   | 7 100                     | 17,50                     | 13 660                   | 44,56                    |
|                                                                                 | Philippe Baumel (député sortant) Parti socialiste                                                          | 6 719                     | 16,56                     |                          |                          |
|                                                                                 | Quentin Bijard Front national                                                                              | 5 893                     | 14,52                     |                          |                          |
|                                                                                 | Pierre Aceituno La France insoumise                                                                        | 3 819                     | 9,41                      |                          |                          |
|                                                                                 | Pierre-Étienne Graffard Europe Écologie Les Verts                                                          | 864                       | 2,13                      |                          |                          |
|                                                                                 | France Robert Debout la France                                                                             | 789                       | 1,94                      |                          |                          |
|                                                                                 | Serge Desbrosses Parti communiste français                                                                 | 576                       | 1,42                      |                          |                          |
|                                                                                 | Murielle Berthelier Divers droite (La France qui ose - Confédération pour l'homme, l'animal et la planète) | 517                       | 1,27                      |                          |                          |
|                                                                                 | Julie Lucotte Lutte ouvrière                                                                               | 276                       | 0,68                      |                          |                          |
|                                                                                 | Florence Pandrot Divers (Union populaire républicaine)                                                     | 243                       | 0,60                      |                          |                          |
|                                                                                 | Roland Essayan Écologiste (Alliance écologiste indépendante)                                               | 209                       | 0,52                      |                          |                          |
|                                                                                 | Sylvain Garcia Divers droite (Résistons)                                                                   | 171                       | 0,42                      |                          |                          |
| Source : Ministère de l'Intérieur - Troisième circonscription de Saône-et-Loire | |                           |                           |                          |                          |

#### Quatrième circonscription
Députée sortante : Cécile Untermaier (Parti socialiste).
|                                                                                 |                                                                       |                           |                           |                          |                          |
|                                                                                 |                                                                       | Premier tour 11 juin 2017 | Premier tour 11 juin 2017 | Second tour 18 juin 2017 | Second tour 18 juin 2017 |
|                                                                                 |                                                                       |                           |                           |                          |                          |
|                                                                                 |                                                                       | Nombre                    | % des inscrits            | Nombre                   | % des inscrits           |
| Inscrits                                                                        | Inscrits                                                              | 82 338                    | 100,00                    | 82 337                   | 100,00                   |
| Abstentions                                                                     | Abstentions                                                           | 41 920                    | 50,91                     | 48 091                   | 58,41                    |
| Votants                                                                         | Votants                                                               | 40 418                    | 49,09                     | 34 246                   | 41,59                    |
|                                                                                 |                                                                       |                           | % des votants             |                          | % des votants            |
| Bulletins blancs                                                                | Bulletins blancs                                                      | 634                       | 1,57                      | 2 744                    | 8,01                     |
| Bulletins nuls                                                                  | Bulletins nuls                                                        | 256                       | 0,63                      | 1 274                    | 3,72                     |
| Suffrages exprimés                                                              | Suffrages exprimés                                                    | 39 528                    | 97,80                     | 30 228                   | 88,27                    |
|                                                                                 |                                                                       |                           |                           |                          |                          |
| Candidat Étiquette politique (partis et alliances)                              | Candidat Étiquette politique (partis et alliances)                    | Voix                      | % des exprimés            | Voix                     | % des exprimés           |
|                                                                                 |                                                                       |                           |                           |                          |                          |
|                                                                                 | Catherine Gabrelle La République en marche (MoDem)                    | 9 544                     | 24,14                     | 13 701                   | 45,33                    |
|                                                                                 | Cécile Untermaier(députée sortante) Parti socialiste                  | 7 171                     | 18,14                     | 16 527                   | 54,67                    |
|                                                                                 | Maxime Thiébaut Front national                                        | 6 544                     | 16,56                     |                          |                          |
|                                                                                 | Stéphane Gros Les Républicains (Union des démocrates et indépendants) | 6 265                     | 15,85                     |                          |                          |
|                                                                                 | Éric Michoux Divers droite                                            | 4 084                     | 10,33                     |                          |                          |
|                                                                                 | Michèle Chambon La France insoumise                                   | 3 297                     | 8,34                      |                          |                          |
|                                                                                 | Marie-Claude Colin-Cordier Europe Écologie Les Verts                  | 695                       | 1,76                      |                          |                          |
|                                                                                 | Christiane Lemière Debout la France                                   | 596                       | 1,51                      |                          |                          |
|                                                                                 | Sandrine Bernadat Parti communiste français                           | 558                       | 1,41                      |                          |                          |
|                                                                                 | Joël Jannet Écologiste (Alliance écologiste indépendante)             | 319                       | 0,81                      |                          |                          |
|                                                                                 | Fabienne Delorme Lutte ouvrière                                       | 238                       | 0,60                      |                          |                          |
|                                                                                 | Guillaume Ferrand Divers (Union populaire républicaine)               | 217                       | 0,55                      |                          |                          |
| Source : Ministère de l'Intérieur - Quatrième circonscription de Saône-et-Loire |                                                                       |                           |                           |                          |                          |

#### Cinquième circonscription
Député sortant : Christophe Sirugue (Parti socialiste).
|                                                                                 |                                                                        |                           |                           |                          |                          |
|                                                                                 |                                                                        | Premier tour 11 juin 2017 | Premier tour 11 juin 2017 | Second tour 18 juin 2017 | Second tour 18 juin 2017 |
|                                                                                 |                                                                        |                           |                           |                          |                          |
|                                                                                 |                                                                        | Nombre                    | % des inscrits            | Nombre                   | % des inscrits           |
| Inscrits                                                                        | Inscrits                                                               | 89 981                    | 100,00                    | 89 986                   | 100,00                   |
| Abstentions                                                                     | Abstentions                                                            | 47 590                    | 52,89                     | 54 018                   | 60,03                    |
| Votants                                                                         | Votants                                                                | 42 391                    | 47,11                     | 35 968                   | 39,97                    |
|                                                                                 |                                                                        |                           | % des votants             |                          | % des votants            |
| Bulletins blancs                                                                | Bulletins blancs                                                       | 705                       | 1,66                      | 3 206                    | 8,91                     |
| Bulletins nuls                                                                  | Bulletins nuls                                                         | 337                       | 0,79                      | 1 561                    | 4,34                     |
| Suffrages exprimés                                                              | Suffrages exprimés                                                     | 41 349                    | 97,54                     | 31 201                   | 86,75                    |
|                                                                                 |                                                                        |                           |                           |                          |                          |
| Candidat Étiquette politique (partis et alliances)                              | Candidat Étiquette politique (partis et alliances)                     | Voix                      | % des exprimés            | Voix                     | % des exprimés           |
|                                                                                 |                                                                        |                           |                           |                          |                          |
|                                                                                 | Raphaël Gauvain La République en marche                                | 12 443                    | 30,09                     | 17 189                   | 55,09                    |
|                                                                                 | Gilles Platret Les Républicains (Union des démocrates et indépendants) | 8 131                     | 19,66                     | 14 012                   | 44,91                    |
|                                                                                 | Christophe Sirugue (député sortant) Parti socialiste                   | 6 463                     | 15,63                     |                          |                          |
|                                                                                 | Nathalie Szych Front national                                          | 5 382                     | 13,02                     |                          |                          |
|                                                                                 | Éric Riboulet La France insoumise                                      | 4 721                     | 11,42                     |                          |                          |
|                                                                                 | François Lotteau Europe Écologie Les Verts                             | 1 139                     | 2,75                      |                          |                          |
|                                                                                 | Nathalie Vermorel Parti communiste français                            | 1 017                     | 2,46                      |                          |                          |
|                                                                                 | Samuel Brandily Debout la France                                       | 630                       | 1,52                      |                          |                          |
|                                                                                 | Pascal Dufraigne Lutte ouvrière                                        | 308                       | 0,74                      |                          |                          |
|                                                                                 | Ghislaine Launay Extrême droite (Souveraineté, identité et libertés)   | 305                       | 0,74                      |                          |                          |
|                                                                                 | Marianne Lacot Écologiste (Alliance écologiste indépendante)           | 293                       | 0,71                      |                          |                          |
|                                                                                 | Arnaud Ginions Divers (Demain en commun)                               | 222                       | 0,54                      |                          |                          |
|                                                                                 | Samuel Card Divers (Union populaire républicaine)                      | 153                       | 0,37                      |                          |                          |
|                                                                                 | Alain Duriaux Extrême gauche (Parti ouvrier indépendant démocratique)  | 142                       | 0,34                      |                          |                          |
| Source : Ministère de l'Intérieur - Cinquième circonscription de Saône-et-Loire |                                                                        |                           |                           |                          |                          |